# Yankuba Minteh
Yankuba Minteh Moat (* 22. Juli 2004) ist ein gambischer Fußballspieler, der als Stürmer für den Premier-League-Klub Brighton & Hove Albion und die gambische Nationalmannschaft spielt.

## Karriere

### Vereinskarriere
Minteh begann seine Karriere bei Steve Biko FC in Gambia. Im Sommer 2022 wechselte er zum dänischen Verein Odense BK. Sein Debüt in der dänischen Superliga gab er am 10. September 2022 beim 2:1-Sieg gegen FC Kopenhagen und erzielte den Siegtreffer nur drei Minuten nach seiner Einwechslung als Ersatzspieler für Franco Tongya.
Am 12. Juni 2023 gab der Premier-League-Klub Newcastle United bekannt, dass er eine Vereinbarung zur Verpflichtung von Minteh mit Wirkung zum 1. Juli 2023 getroffen habe. Medienberichten zufolge würde Newcastle OB eine Ablösesumme in der Größenordnung von 7 Millionen Euro zahlen. Gleichzeitig gab Newcastle auch bekannt, dass Minteh nach seiner Ankunft sofort für die Saison 2023/24 an den Eredivisie-Meister Feyenoord Rotterdam ausgeliehen werde.
Minteh gab sein Debüt für den Verein am 4. August im niederländischen Supercup 2023, der Johan-Cruyff-Schale. Sein erstes Tor für den Verein erzielte er am 3. September, den fünften Treffer beim 5:1-Auswärtssieg gegen den FC Utrecht.
Nach der Leihe wechselte er im Sommer 2024 zu Brighton & Hove Albion und unterschrieb dort einen Vertrag bis 2029.

### Internationale Karriere
Am 4. November 2022 wurde Minteh zum ersten Mal in die gambische Nationalmannschaft für Freundschaftsspiele gegen die Demokratische Republik Kongo und Liberia berufen.